# 셋 (심리학)
심리학에서, 셋(set)은 특정 종류의 정보에 특히 민감하게 만드는 방식으로 경험을 형성하는 일군의 기대치를 말한다. '인지셋(perceptual set)' 혹은 '인지기대치(perceptual expectancy)'는 특정 방식으로 사물을 인지하는 소인(predisposition)이다. 인지셋은 모든 각 감각에서 발생한다. 붐비는 방안에서 자기 이름을 듣는 특별한 민감성과 같이 장기적일 수 있으며, 배고픈 사람은 음식 냄새를 쉽게 맡는 것처럼 단기적일 수 있다. '멘탈셋(mental set)'은 문제에 관하여 생각하는 틀을 말한다. 습관이나 욕구에 의해 형성될 수 있다. 멘탈셋은 문제의 한 부류를 쉽게 해결하게 하지만, 잘못된 멘탈셋에 대한 집착은 문제해결과 창의성을 억제할 수 있다.

## 인지셋
인지셋(perception set)은 욕동(drive)이나 기대 등의 "탑-다운(top-down)" 절차로 형성될 수 있다. 이런 요소의 효과는 사람들이 특정 사물을 인지하는데 특히 민감하여 다른 것보다 더 약한 자극으로부터 그것을 탐지한다. 효과를 보여주는 단순한 예시는 "sael"이라는 말도 안되는 단어를 짧게 보여주는 것이 있다. 동물에 관한 단어로 기대하게끔 들은 사람들은 "seal(물개)"로 읽지만, 보트 관련 단어로 기대한 이들은 "sail(돛)"이라고 읽는다.
셋은 동기부여(motivation)로 만들어질 수 있으며, 사람들이 모호한 상황을 해석하여 보고 싶은 걸 보도록 만들 수 있다. 예를 들어, 여러 팀들 중 하나를 강력하게 지지한다면, 한 스포츠 경기에서 이벤트들을 경험한 것은 편향될 수 있다. 한 실험에서 학생들은 기분 좋거나 불쾌한 과업들을 컴퓨터 한 대로 처리하도록 배정되었다. 이들은 숫자 혹은 문자 하나가 스크린에 순식간에 떴다 사라지면서 학생들이 오렌지 주스를 맛볼 지 아니면 불쾌한 맛의 건강 음료를 맛볼 지를 말하라고 지시받았다. 사실 B나 13으로 읽힐 수 있는 모호한 문자 하나가 스크린에 떴다. 문자가 유쾌한 과업과 관련되면 학생들은 B라고 인지할 가능성이 더 높지만  불쾌한 과업과 관련되면 13으로 인지할 가능성이 높다.
인지셋은 여러 사회적 맥락에서 보여져 왔다. 누군가를 "따뜻하다(warm)"라고 priming하는 사람들은 "차갑다(cold)"로 대체된 경우보다 그 사람에게서 여러 긍정적인 성격을 인지할 가능성이 더 높다. 누군가 재밌다는 평이 있으면 청중은 그에게 재밌는 부분을 찾을 가능성이 높다 한 사람의 인지셋은 그 사람의 성격 특성을 반영한다. 예를 들어 공격 성향 사람들은 공격적인 단어나 상황을 정확하게 알아차리는 것이 더 빠르다.

## 멘탈셋
멘탈셋(mental set)은 특정 방식으로 문제에 접근하는 무의식적 경향으로, 해결책의 발견을 돕거나 방해한다. 과거의 경험, 습관, 그리고 가장 중요한 것은 문화를 통해 형성될 수 있다. 또한 이런 셋은 우리의 인지 절차의 일부분으로 존재하지만 항상 의식으로 들어오지는 않는다. 이는 장부기입자가 가감법을 모르고도 잔고를 정리하는 식으로 나타난다. 부적절한 멘탈셋은 간단한 문제에 대한 해결을 방해한다. 만약 셋이 잘못된 가정이나 틀린 믿음을 품는다면 이런 일이 발생할 수 있다. 예를 들어 사람들이 "캐나다 사람을 태운 미국 비행기가 국제 수역에 충돌하면 생존자는 어디에 묻나?"라는 질문을 받으면 질문의 말은 국제법에 관한 문제라고 암시한다. 이런 멘탈셋으로 말을 해석하는 사람은 생존자는 묻을 필요가 없다는 사실을 놓친다. 멘탈셋의 특정 형태는 '기능적 고착(functional fixedness)'으로, 이는 어느 한 물체의 사용 가능성을 보는 것을 놓치는 것을 말한다. 예를 들어, 추가 필요한 사람은 쉽게 접근할 수 있는 망치를 사용하지 못하는데, 이는 망치라는 것이 특정 목적으로 사용된다고만 생각하는 멘탈셋 때문이다.

## 같이 보기
- 경직성 (심리학)
- 기본적 믿음
- 도상 (심리학)
- 마인드셋
- 멘탈 모델
- 세계관
- 심리 표상
- 패러다임